# Барон Каллоден
Барон Каллоден (англ. Baron Culloden) — титул в системе пэрства Соединённого королевства, дважды создававшийся для членов британской королевской семьи. В настоящее время титул носит Ричард Виндзор, 2-й герцог Глостерский в качестве одного из младших титулов, а его внук Ксан использует титул учтивости «лорд Каллоден».

## История
Впервые титул был создан 27 ноября 1801 года одновременно с титулами герцога Кембриджского и графа Типперери для британского принца Адольфа Фредерика, седьмого сына короля Георга III. После смерти в 1904 году его сына Джорджа (Георга), 2-го герцога Кембриджского, титул барона Калодена угас, поскольку все его дети родились от морганатического брака.
Вторично титул был создан 31 марта 1928 года одновременно с титулами герцога Глостерского и графа Ольстера для британского принца Генри, третьего сына короля Георга V. Поскольку старший сын Генри, принц Уильям Глостерский погиб при жизни отца, не оставив детей, в 1974 году отцовские титулы унаследовал второй сын, Ричард, 2-й герцог Глостерский. При этом родившийся в 2007 году внук герцога, Ксан носит титул учтивости «лорд Каллоден».

## Бароны Каллоден
1-я креация (1801 год)
- 1801—1850: принц Адольф Фредерик (24 февраля 1774 — 8 июля 1850), 1-й герцог Кембриджский, 1-й граф Типперери и 1-й барон Каллоден с 1801 года, генерал-губернатор Ганновера в 1813—1816 годах, вице-король Ганновера в 1816—1837 годах, сын короля Великобритании Георга III[3][9].
- 1850—1904: принц Джордж (Георг) Уильям Фредерик Чарльз (26 марта 1819 — 17 марта 1904), 2-й герцог Кембриджский, 2-й граф Типперери и 2-й барон Каллоден с 1850 года, сын предыдущего[4][10].

2-я креация (1928 год)
- 1928—1974: принц Генри Уильям Фредерик Альберт Виндзор (31 марта 1900 — 10 июня 1974), 1-й герцог Глостерский, 1-й граф Ольстер и 1-й барон Каллоден с 1928 года, генерал-губернатор Австралии в 1945—1947 годах, сын короля Великобритании Георга V[5][6]
- с 1974: принц Ричард Александер Уолтер Джордж Виндзор (родился 26 августа 1944), 2-й герцог Глостерский, 2-й граф Ольстер и 2-й барон Каллоден с 1974 года, сын предыдущего[7].
  - Ксан Ричард Андерс Виндзор (родился 12 марта 2007), лорд Каллоден, внук предыдущего, сын Александра Виндзора, графа Ольстерского[8].